# Ясная Поляна (Новозыбковский район)
Ясная Поляна — поселок в Новозыбковском городском округе Брянской области.

## География
Находится в западной части Брянской области на расстоянии приблизительно 8 км на запад-северо-запад по прямой от районного центра города Новозыбков.

## История
Поселение здесь было известно с 1930-х годов. На карте 1941 года здесь был отмечен поселок Новый Мост (7 дворов), на карте 1989 года — поселок Лесная Поляна. До 2019 года входил в состав Старобобовичского сельского поселения Новозыбковского района до их упразднения.

## Население
Численность населения: 39 человек в 2002 году (русские 100 %), 18 в 2010.